# Nabila Espanioly
Nabila Espanioly (en árabe: نبيلة إسبنيولي) (Nazaret, 6 de mayo de 1955) es una activista, feminista y pedagoga de la generación de los palestinos del 48. Trabaja en varias asociaciones feministas. Fue candidata para el Knéset por el Frente Democrático para la Paz y la Igualdad; y nominada al Premio Nobel de la Paz como una de las Mil Mujeres por la Paz en 2005 y en 2006.

## Biografía
Nació el 6 de mayo de 1955 en la ciudad de Nazaret, en el seno de una familia cristiana compuesta por diez miembros. Después de graduarse en el instituto de secundaria de Nazaret, estudió Trabajo Social en la Universidad de Haifa y en la Universidad Hebrea de Jerusalén, y Psicología Clínica en la Alemania Occidental. En 1987 regresó a su tierra natal. Trabajó en el desarrollo de programas para la primera infancia, hasta que en 1989, junto a un grupo de mujeres, fundó el centro pedagógico Al-Tufula (La infancia), perteneciente al Instituto de Guarderías de Nazaret, del cual ha sido directora desde entonces.
En esos años escribió y publicó libros relacionados con la primera infancia, la formación, la educación y la orientación pedagógica, además de participar en varias publicaciones árabes sobre estos temas. También ha publicado docenas de artículos en árabe, hebreo, inglés y alemán sobre la realidad política y social de las mujeres palestinas.

## Activismo feminista
Espanioly es activista en Isha L'Isha (De mujer a mujer), centro feminista árabe-hebreo de Haifa.
En 2010, esta institución y otras organizaciones establecieron el proyecto Atida, cuyo objetivo era integrar a las mujeres árabes en el mercado laboral y mejorar sus condiciones de vida.
En 2011, con el fin de rendirles homenaje en el Día Internacional de la Mujer, la organización Women Deliver seleccionó a 100 mujeres inspiradoras e influyentes en todo el mundo, entre ellas Nabila Espanioly, por haber mejorado tanto la vida de mujeres como la de niños.

## Activismo general
Espanioly ha ocupado varios cargos a lo largo de su carrera. Trabajó en el campo de los derechos civiles para la minoría árabe en Israel y para la paz entre Israel y los palestinos. Fue miembro de la junta directiva del Nuevo Fondo de Israel (NIF) y fue nombrada presidenta del Comité de Derechos Humanos (HRC) en la junta Shatil, iniciativa del NIF para el cambio social. Fue cofundadora del centro Mossawa para los derechos igualitarios de la población árabe en Israel, en el que ocupó el cargo de presidenta. Actualmente, es activista del Frente Democrático para la Paz y la Igualdad de Israel. 

## Premios
Fue nominada al Premio Nobel de la Paz como una de las Mil Mujeres por la Paz tanto en 2005 como en 2006.